# Doghmi Larbi
Doghmi Larbi (* 1931 in Rabat; † 1992 ebenda) war ein marokkanischer Schauspieler.

## Karriere
Doghmi arbeitete in mehr als hundert Filmen, Theaterstücken und Radioproduktionen mit. Die meiste Zeit seiner Karriere spielte er in marokkanischen Kurz- und Spielfilmen mit. Anfang der 1980er-Jahre wurde auch Hollywood auf ihn aufmerksam. Er spielte als Nebendarsteller in einigen Hollywood-Filmen mit.

## Filme
- 1957 Brahim
- 1968 Quand mûrissent les dattes?
- 1975: Der Mann, der König sein wollte (The Man Who Would Be King)
- 1977 Soleil des hyènes
- 1979 Der schwarze Hengst (The Black Stallion)
- 1980 Noces de sang
- 1983 Der schwarze Hengst kehrt zurück (The Black Stallion Returns)
- 1986 Quatermain II – Auf der Suche nach der geheimnisvollen Stadt
- 1989 Caftan d’amour
- 1991 Le vent de la Toussaint
- 1991 Die Kaltenbach-Papiere